# Étude op. 25, no 10 de Chopin
Pour un article plus général, voir Études de Chopin.

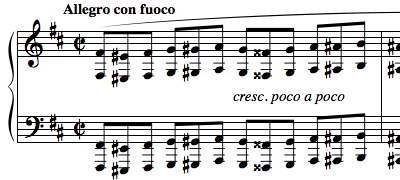
Incipit de l'Étude op. 25, no 10.

L'Étude op. 25, no 10, en si mineur est une étude pour piano solo, composée par Frédéric Chopin en 1835.

## Structure
L'Étude Op. 25, no 10 est une étude du jeu legato à l'octave, ainsi que des motifs mélodiques à jouer à l'intérieur des octaves. Les difficultés techniques et musicales de cette pièce sont telles que Vladimir Horowitz la considérait comme « injouable ». Ce type de jeu d'octave legato est très différent du style de Liszt, et nécessite des octaves doigtées des deux mains, ainsi qu'un pédalage subtil (qui ne peut être noté, car il varie selon le piano, l'acoustique et le pianiste). Comme toutes les études de Chopin, la pièce est dans une forme ternaire conventionnelle.
Le premier thème est présenté comme une série de tuplets de croches en alla breve, mais pas en 
, joué à un tempo très rapide d'Allegro. Le deuxième thème est en si mineur parallèle au si majeur. Le deuxième thème est répété quatre fois, et se développe en une variation du premier thème, revenant alla breve et au si mineur.
De nombreuses notes de point de pédale et des marques de phrase sont présentes dans le deuxième thème, mais l'étude entière ne comporte aucune indication de pédale. Comme dans l'étude de l'opus 10, no 4, Chopin met l'accent sur le jeu legato à travers le phrasé et l'absence d'indication de pédale. Dans toute l'œuvre, Chopin ne marque que cinq indications dynamiques. Cependant, implicitement, le premier thème commence comme piano ou plus calme, puisque l'instruction donnée est poco a poco crescendo, atteignant la dynamique de forte seulement à la mesure 6. De même, le deuxième thème est initialement noté comme piano mais n'est guère limité à cette dynamique, selon toutes les instructions de Chopin dans la partition.